# 长脚短额鲆
长脚短额鲆（学名：Engyprosopon longipelvis），又名扁魚、皇帝魚、半邊魚、比目魚、長腹鰭短額鮃，为輻鰭魚綱鰈形目鰈亞目鮃科短額鮃屬下的一个种，為亞熱帶海水魚，分布於西太平洋日本、中國、赤斯特菲群島海域，體長可達7公分，棲息在底層水域，生活習性不明。

## 扩展阅读
- 維基物種上的相關：長腹鰭短額鮃